# Грем Таунсгенд
Грем Скотт Таунсгенд (англ. Graeme Scott Townshend, нар. 23 жовтня 1965, Кінгстон) — канадський хокеїст, що грав на позиції крайнього нападника.

## Ігрова кар'єра
Професійну хокейну кар'єру розпочав 1989 року.
Протягом професійної клубної ігрової кар'єри, що тривала 11 років, захищав кольори команд «Мен Марінерс», «Бостон Брюїнс», «Нью-Йорк Айлендерс», «Кепітал Дістрікт Айлендерс», «Оттава Сенаторс», «Х'юстон Аерос», «Міннесота Мус» та «Юта Гріззліс».
Усього провів 45 матчів у НХЛ.